# 米爾圖語
米爾圖語(英語：Miltu，亦稱Miltou或Gàlì)是一種瀕臨滅絕的亞非語系語言，主要在查德西南部使用。主要分布在沙里河沿岸的Bousso地區的村莊中。 1993年的普查顯示有270名使用者。現在，使用者已轉向使用巴吉爾米語 。